# Graminicole à queue large
Schoenicola platyurus
Espèce
Statut de conservation UICN

 VU  : Vulnérable
La Graminicole à queue large (Schoenicola platyurus) ou Rousserolle à queue cerclée est une espèce de passereaux de la famille des Locustellidae.
Son aire s'étend de manière dissoute à travers les Ghats occidentaux.